# کریس بیانکو
کریس بیانکو (انگلیسی: Chris Bianco) سرآشپز و رستوران‌دار اهل ایالات متحده آمریکا است که در زمینهٔ پخت پیتزا تخصص دارد و رستوران اصلی‌اش در فینیکس است. او رستوران‌هایی را در آریزونا و کالیفرنیا اداره می‌کند. او در سال ۲۰۰۳ برندهٔ «جایزهٔ بهترین سرآشپز آمریکا» از بنیاد جیمز بیرد شده‌است. او در کشور ایتالیا و همچنین در سانتافه، نیومکزیکو کار کرده‌است و از سال ۱۹۹۳ در فینیکس مستقر است.
برنامهٔ شفز تیبل نتفلیکس در سال ۲۰۲۲ یکی از قسمت‌های خود را به وی اختصاص داد.